# Fufius funebris
Espèce
Fufius funebris est une espèce d'araignées mygalomorphes de la famille des Rhytidicolidae.

## Distribution
Cette espèce est endémique du Brésil. Elle se rencontre au Goiás vers Catalão et au Minas Gerais vers Uberlândia.

## Description
Le mâle syntype mesure 11 mm et la femelle syntype 20 mm
Le mâle décrit par Ortega, Nagahama, Motta et Bertani en 2013 mesure 9,70 mm et la femelle 17,46 mm.

## Systématique et taxinomie
Cette espèce a été décrite par Vellard en 1924.

## Publication originale
- Vellard, 1924 : « Études de zoologie. » Archivos do Instituto Vital Brazil, vol. 2, p. 1-32 & 121-170.